# Sidney Pestka

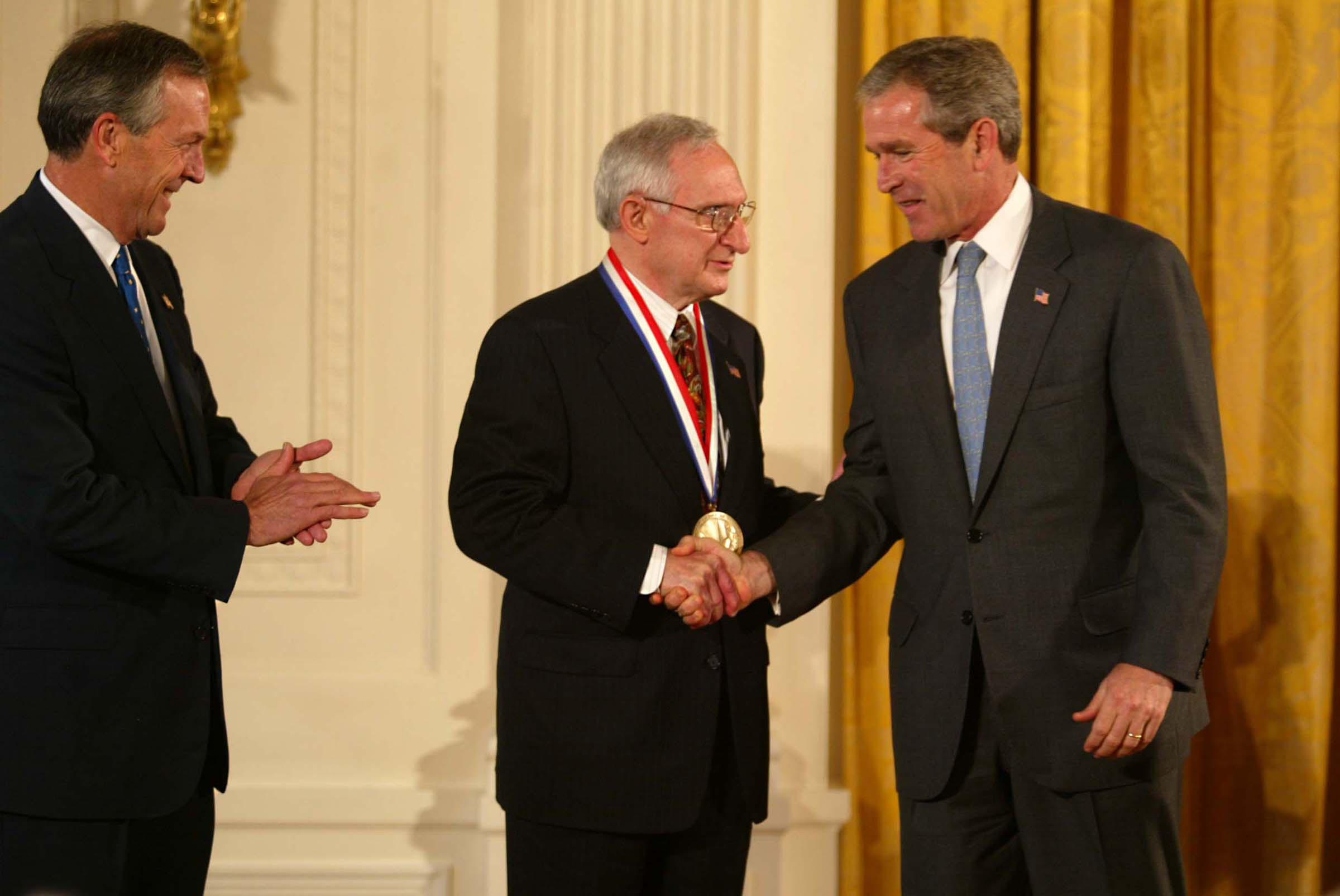
Sidney Pestka (Mitte) mit George W. Bush bei der Verleihung der National Medal of Technology.

Sidney Pestka (* 29. Mai 1936 in Drobin, Polen; † 22. Dezember 2016) war ein polnischstämmiger US-amerikanischer Biochemiker, bekannt für die Entwicklung von Interferonen als Medikament.

## Leben und Wirken
Sidney Pestka kam als Kind mit seinen Eltern in die USA und fiel schon als Jugendlicher durch Erfindungen auf (Elektronik- und Radiobastler, Chemie). Er studierte Chemie an der Princeton University mit dem Bachelor-Abschluss summa cum laude 1957 und danach Medizin an der School of Medicine der University of Pennsylvania mit dem M.D. 1961. Seinen Arzt im Praktikum (Internship) absolvierte er am Baltimore City Hospital. Ab 1962 arbeitete er am National Heart Institute bei dem späteren Nobelpreisträger Marshall Nirenberg und war dort an dessen Grundlagenforschung zur Wirkung des genetischen Codes (biologische Proteinsynthese, Funktion der Ribosomen) beteiligt. 1966 ging er an das National Cancer Institute, wo er zunächst seine Grundlagenforschung fortsetzte, sich aber auch für Interferon zu interessieren begann. Ab 1969 war er am Roche Institute of Molecular Biology des Pharmakonzerns Hoffmann-La Roche in Nutley (New Jersey), wo er sich schließlich der Interferon-Forschung und Forschung zu anderen Cytokinen zuwandte. Dabei konnte er eine Reihe grundlegender Patente für Hoffmann-La Roche erhalten. Er war auch ab 1986 Professor an der Robert Wood Johnson Medical School der Rutgers University und 25 Jahre lang (bis 2011) Vorstand der Abteilung Biochemie und Molekularbiologie. 1990 gründete er PBL Assay Science mit seiner Ehefrau Joan Pestka, die Interferone, Immunoassays, Wachstumsfaktoren und Cytokine zur Verfügung stellte.
Pestka gelang die Entwicklung einer Reihe im klinischen Bereich einsetzbarer Interferone, darunter das alpha-Interferon Roferon-A, das gentechnisch hergestellt wurde. Es wurde in der Krebstherapie (zum Beispiel Melanome) und bei Hepatitis B und C klinisch eingesetzt. Er entwickelte auch Beta-Interferon bis zum klinischen Einsatz (Behandlung Multipler Sklerose). Für die Forschung entwickelte er dabei unter anderem die Umkehrphasen-HPLC (ein weiterer Erfinder ist Csaba Horváth.
1977 erhielt er den Selman A. Waksman Award in Mikrobiologie, 2001 die National Medal of Technology and Innovation und den Seymour & Vivian Milstein Award, 2003 den Warren Alpert Foundation Prize in Harvard und 2006 den Lemelson-MIT-Preis. 1993 wurde er in die New Jersey Inventors Hall of Fame aufgenommen. Für seine frühe Forschung zum genetischen Code erhielt er 2009 die Medaille für Molekularbiologie der NIH.
Die National Medal of Technology erhielt er für Pionierleistungen die zur Entwicklung der Biotechnologieindustrie führten, zu ersten rekombinanten Interferonen und für grundlegende wissenschaftliche Entdeckungen in Chemie, Biochemie, Gentechnik und Molekularbiologie (Laudatio).

## Schriften (Auswahl)
- Pestka u. a.: RNA Codewords and Protein Synthesis. V. Effect of Streptomycin on the Formation of Ribosome-sRNA Complexes, Proc. Natl. Acad. Sci. USA, Band 53, 1965, S.  639–646.
- mit N. Brot: Studies on the Formation of Transfer Ribonucleic Acid-Ribosome Complexes. XV. Effect of Antibiotics on Steps of Bacterial Protein Synthesis: Some New Ribosomal Inhibitors of Translocation, J. Biol. Chem., Band 246, 1971, S. 7715–7722.
- Pestka u. a.: Cell-free Synthesis of Human Interferon, Proc. Natl. Acad. Sci. USA, Band 72, 1975, S.  3898–3901.
- mit M. Rubinstein, S. Rubinstein, P. C. Familletti, R. S. Miller, A. A. Waldman: Human leukocyte interferon: production, purification to homogeneity, and initial characterization, Proceedings of the National Academy of Sciences USA, Band 76, 1979, S.  640–644.
- mit D. V. Goeddel: Human Leukocyte Interferon Produced by E. coli is Biologically Active, Nature 287, 1980, S.  411–416. PMID 6159538
- mit S. Maeda u. a.: Construction and identification of bacterial plasmids containing nucleotide sequence for human leukocyte interferon, Proceedings of the National Academy of Sciences USA, Band 77, 1980, S. 7010–7013